# Guy Ontanon
 (août 2010).
Si vous disposez d'ouvrages ou d'articles de référence ou si vous connaissez des sites web de qualité traitant du thème abordé ici, merci de compléter l'article en donnant les références utiles à sa vérifiabilité et en les liant à la section « Notes et références ».
Guy Ontanon est un entraîneur d'athlétisme français.  
Ancien joueur de basket et professeur d'éducation physique et sportive, Guy Ontanon a tout d'abord commencé à entraîner les athlètes Fabé Dia (toujours détentrice du record du 200 m cadettes) et David Patros (10 s 13 au 100 m).
Après la retraite de Jacques Piasenta, Muriel Hurtis rejoint son groupe d'entraînement à l'automne 2001. Puis en 2002, c'est au tour de Christine Arron de rejoindre le groupe après sa maternité.
En 2002, Muriel Hurtis devient double championne d'Europe du 200 m en salle et en plein air et en 2003 championne du Monde en salle sur 200 m. Elle obtient également la médaille de bronze sur 200 m aux championnats du monde de Paris. De son côté Christine Arron est finaliste aux mondiaux de Paris seulement quelques mois après avoir accouché. Le groupe, qui comprend également Sylviane Félix, présente depuis 2000, constituera le relais champion du monde 2003 à Saint-Denis.
En 2003, Sylviane Félix quitte le groupe qui a toutefois vu un nouveau membre arriver : l'espoir Ronald Pognon en 2003. Après les jeux olympiques d'Athènes où le relais féminin (avec Muriel Hurtis et Christine Arron) obtient la médaille de bronze, c'est Muriel Hurtis qui décide de quitter Guy Ontanon déçue de ses olympiques en individuel. 
L'année 2005 apporte un bilan très positif : Ronald Pognon devient le premier Français sous les 10 secondes avec un nouveau record de France en 9 s 99 et Christine Arron remporte deux médailles de bronze individuelles aux championnats du monde 2005 d'Helsinki. Responsable des relais avec Laurence Bily, Guy Ontanon mène les garçons au titre mondial en 2005 et à la 3e place des championnats d'Europe en 2006. Déçu de sa saison 2006 où il réalise toutefois 10 s 10, Ronald Pognon change d'entraîneur.
En 2006, Guy Ontanon rejoint l'équipe Lagardère pour une période de 4 ans et continue d'entraîner des athlètes malgré le départ de Christine Arron. Ainsi Martial Mbandjock réalise 10 s 06 (3e meilleure performance française de tous les temps) puis devient demi-finaliste aux jeux olympiques de Pékin en 2008. Guy Ontanon toujours entraîneur des relais démissionne de son poste en plein milieu des J.O. de Pekin. Tenté par l'aventure américaine, Martial Mbandjock rejoint le groupe de John Smith en septembre 2008.
En 2009, le jeune Yannick Fonsat devient champion d'Europe espoir du 400 m et en 2010, Jimmy Vicaut coentraîné par Dimitri Demonière et Guy Ontanon obtient la médaille de bronze aux championnats du monde juniors. Alors qu'il n'a que 18 ans il remporte la médaille d'or du 4 × 100 m aux derniers championnats d'Europe de Barcelone avec Christophe Lemaitre, Pierre-Alexis Pessonneaux et Martial M'Bangjock.